# Nhóm ngôn ngữ Palaung
Nhóm ngôn ngữ Palaung hay Nhóm ngôn ngữ Palaung-Wa là một phân nhánh của ngữ hệ Nam Á, gồm khoảng 30 ngôn ngữ.

## Phát triển âm vị học
Hầu hết ngôn ngữ Palaung mất sự phân biệt phụ âm vô thanh-hữu thanh ở ngôn ngữ Nam Á tiền thân; thay vào đó, sự phân biệt này tái hiện trên nguyên âm. Trong nhánh Wa, sự phân biệt phụ âm vô thanh-hữu thanh trở thành sự phân biệt nguyên âm thường-hà hơi; trong nhóm Palaung-Riang, nó trở thành một hệ thống hai thanh điệu âm vực. Các ngôn ngữ Angku có hệ thanh điệu khác - ví dụ như tiếng U có bốn thanh điệu, cao, thấp, lên (thăng), xuống (giáng) - nhưng chúng được phát triển từ chiều dài nguyên âm và đặc điểm phụ âm cuối, chứ không phải từ sự phân biệt vô thanh-hữu thanh.